# Pettakeregrottan

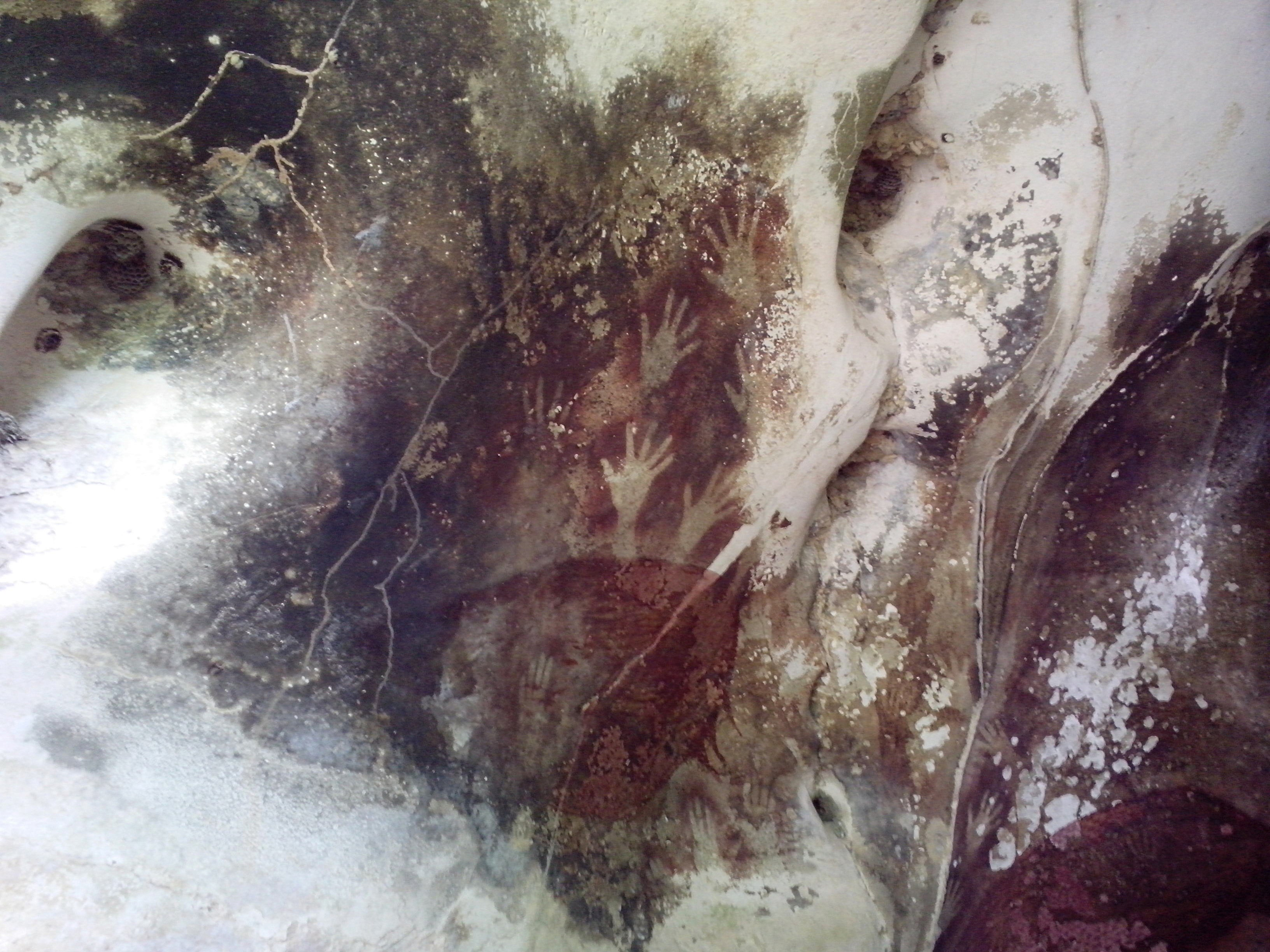
Schablonmålade händer i Pettakeregrottan

Pettakeregrottan (Leang Pettakere) är en grotta i distriktet Bantimurung, regionen Maros, provinsen Sulawesi Selatan i Indonesien med väggmålningar från förhistorisk tid.
Pettakaregrottan utgör tillsammans med bland andra de närbelägna Pettae-, Jane-, Saripa- och Karrasagrottorna sedan 1985 Förhistoriska platsen Leang-Leang (flera grottor på makassariska) i karstkalkstensbergen omkring 12 kilometer öster om staden Maros och 32 kilometer från staden Makassar.
I förrummet till grottan, vilken har sin ingång 30 meter över risfälten nedanför, finns 26 röd-vita schablonmålade händer (negativa händer) på väggarna med en halv meter lång målning av ett rött hjortsvin i mitten. Grottans stora rum har ett stort antal små nischer som antas ha varit sovplatser. Grottan håller en behaglig temperatur på 27 grader dagtid.
Grotterna har länge varit kända och använts av lokalbefolkningen. Arkeologiska utgrävningar påbörjades av Pettaegrottan under 1950-talet av nederländska arkeologer och Pettakaregrottan undersöktes första gången 1975 av britten Ian Glover. 
Målningarna av händer anses numera, efter utgrävningar som påbörjades 2011, vara åtminstone 40 000 år gamla och de figurativa målningarna åtminstone 35 000 år gamla, och därmed lika gamla eller äldre än de äldsta kända grottmålningarna i Europa, till exempel de i El Castillogrottan i Spanien eller i Gorhamgrottan i Gibraltar. Målningarnas ålder beräknades genom analys av halveringstiden av små spår av radioaktiva uranisotoper som ingår i den skorpa som bildats ovanpå och under målningarna.